# Jagera
Gli jagera sono una tribù aborigena australiana che, prima della colonizzazione europea dell'Australia, popolava la regione a sud-ovest di Brisbane. Sono noti anche come yagara o jagara. 
Gran parte del loro territorio si sovrappone a quello della tribù dei turrbal.